# فيلا كاستيلي
فيلا كاستيلي (بالإيطالية: Villa Castelli)‏ هي بلدية في مقاطعة برينديزي في إقليم بوليا الإيطالي.

## السكان
في سنة 1861 بلغ عدد السكان 1٬810 نسمة، وتطور العدد ليصل في سنة 2011 لـ 8٬958 نسمة.
يظهر هذا المخطط البياني تطور النمو السكاني لـ فيلا كاستيلي